# Forever, Michael
Forever, Michael četvrti je studijski album američkog glazbenika Michaela Jacksona, kojeg 1975. godine objavljuje diskografska kuća Motown.

## O albumu
Forever, Michael njegov je četvrti solo projekt i posljednji kojeg objavljuje za izdavačku kuću Motown. Zajedno sa svojom braćom (The Jackson 5), također će godinu dana kasnije prekinuti ugovor s izdavačkom kućom CBS Records. Materijal na albumu razlikuje se u glazbenom stilu, te je promijenjen i prilagođen Jacksonovim 16 godina. Vrlo jasno se primjećuje Jacksonova promjena i adaptacija vokala na soul, što je oduševilo ljubitelje te vrste glazbe. To je uzrokovalo njegovu kasniju suradnju s diskografskom kućom Epic.
Većina skladbi je bila snimljena 1974. godine, a prvotno je bilo zamišljeno da album bude objavljena iste godine. Međutim zbog velikog tržišnog interesa za uspješnicom "Dancing Machine" sastava The Jackson 5, objavljivanje albuma je odgođeno dok potražnja za skladbom nije opala.
Radi velikog komercijalnog uspjeha albuma pomogao je povratku The Jackson 5 na sam vrh među top 40. Povratku su također pomogli i producenti, braća Holland (Eddie i Brian), sa skladbom "Just a Little Bit of You". 1981. godine skladba "One Day in Your Life" nanovo je objavljena na istoimenom kompilacijskom albumu One Day in Your Life. Skladba je također postala velikom uspješnicom, te je dostigla #1 i bila je najprodavaniji singl te godine u Velikoj Britaniji.

## Popis pjesama
| Br. | Skladba                    | Autor                             | Trajanje |
| --- | -------------------------- | --------------------------------- | -------- |
| 1.  | »We're Almost There«       | Edward Holland, Jr./Brian Holland | 3:42     |
| 2.  | »Take Me Back«             | Holland/Holland                   | 3:24     |
| 3.  | »One Day in Your Life«     | Armand/Brown                      | 4:15     |
| 4.  | »Cinderella Stay Awhile«   | Sutton                            | 3:08     |
| 5.  | »We've Got Forever«        | Willensky                         | 3:10     |
| 6.  | »Just a Little Bit of You« | Holland/Holland                   | 3:10     |
| 7.  | »You Are There«            | Brown/Meitzenheimer/Yarian        | 3:21     |
| 8.  | »Dapper Dan«               | freestyle                         | 3:11     |
| 9.  | »Dear Michael«             | Davis/Willensky                   | 2:35     |
| 10. | »I'll Come Home to You«    | Perren/Yarian                     | 3:02     |